# Adriana Behar
Adriana Brandão Behar, född 14 februari 1969 i Rio de Janeiro, är en brasiliansk beachvolleybollspelare. Hon vann två silvermedaljer vid de olympiska sommarspelen 2000 i Sydney och 2004 i Aten tillsammans med Shelda Bede.
Tillsammans med Bede vann hon också två världsmästerskap 1999 och 2001; de vann också ett silver 2003 och ett brons 1997. Behar och Bede vann FIVB Beach Volleyball World Tour sex gånger, fem gånger i rad mellan 1997 och 2001 samt 2004. De valdes som lag in i volleybollens Hall of Fame 2010.